# جولييان سولير
جولييان سولير (بالإسبانية: Julián Soler)‏ هو مخرج وممثل مكسيكي، ولد في 17 فبراير 1907 في المكسيك، وتوفي في 5 مايو 1977 بمدينة مكسيكو في المكسيك.

## وصلات خارجية
- جولييان سولير على موقع IMDb (الإنجليزية)
- جولييان سولير على موقع ألو سيني (الفرنسية)
- جولييان سولير على موقع أول موفي (الإنجليزية)
- جولييان سولير على موقع قاعدة بيانات الفيلم (الإنجليزية)
- جولييان سولير على موقع كينوبويسك (الروسية)
- جولييان سولير على موقع كينوبويسك (الروسية)